# Pelagornis sandersi
Pelagornis sandersi – gatunek wymarłego ptaka. Ptaki tego gatunku miały rozpiętość skrzydeł wynoszącą szacunkowo 6,4 metra, co czyni je największymi ptakami, które kiedykolwiek żyły na Ziemi. 
Opisany po raz pierwszy w 2014. Holotyp wydobyto w okolicach Portu lotniczego Charleston (Karolina Południowa). Za holotyp posłużyła czaszka i inne kości: prawa gałąź żuchwy, niekompletne widełki, prawa łopatka, prawa kość ramieniowa (brak było dalszego od osi ciała końca), obydwa końce prawej kości promieniowej, fragmenty kości łokciowej i kości śródręcza, prawa kość udowa, tibiotarsus, kość strzałkowa, skok i jeden paliczek ze stopy. 
Poprzednim największym znanym gatunkiem ptaków był także wymarły Argentavis magnificens. Pelagornis sandersi pojawiły się na Ziemi około 28 milionów lat temu i wymarły około 3 miliony lat temu. Ptaki te najprawdopodobniej musiały startować skacząc z krawędzi skalnych lub biegnąc w dół z pagórków. Szacuje się, że mogły latać z prędkością do 60 kilometrów na godzinę.

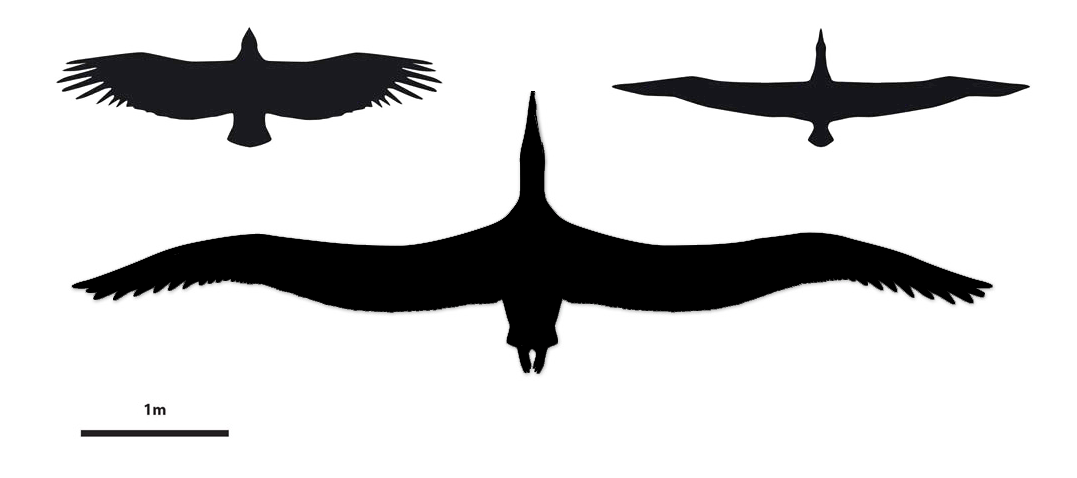
Porównanie rozmiarów kondora wielkiego, albatrosa wędrownego i Pelagornis sandersi

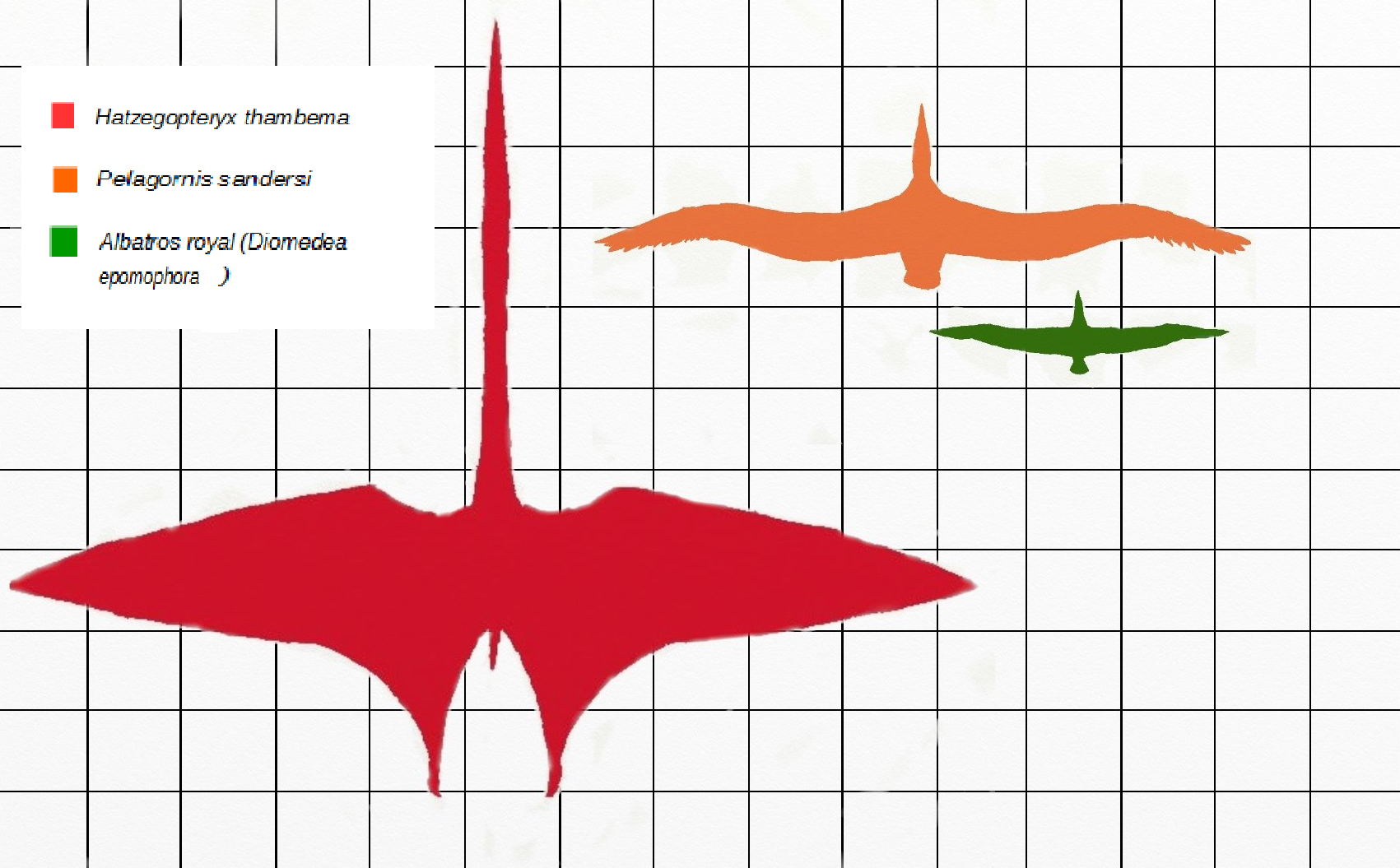
Porównanie rozmiarów niektórych zwierząt latających: czerwony – pterozaur Hatzegopteryx thambema, pomarańczowy – Pelagornis sandersi, zielony – albatros królewski